# Antti Tuomainen

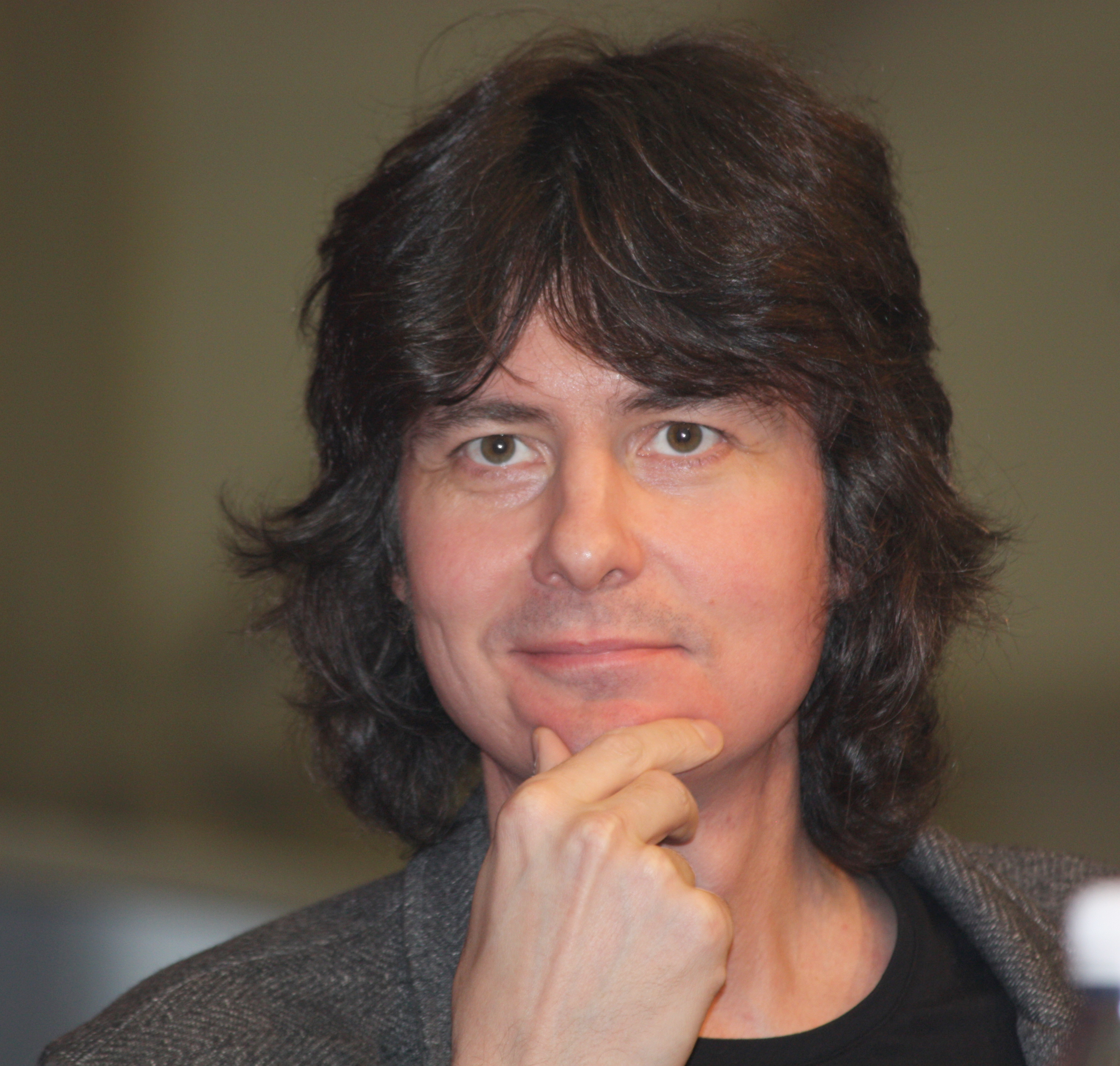
Antti Tuomainen

Antti Tuomainen (* 1971) ist ein finnischer Journalist und Autor. Er lebt mit seiner Frau in Helsinki. Seine Werke wurden in viele Sprachen übersetzt.

## Auszeichnungen
Der Heiler wurde mit dem Preis für den besten finnischen Krimi des Jahres 2010 ausgezeichnet. Nach dem Film Palm Beach Finland nannte ihn die finnische Presse: The King of Helsinki Noir (2017). Sein Roman Die letzten Meter bis zum Friedhof platzierte sich im März 2018 auf Rang 6 von 10 der Krimibestenliste von Frankfurter Allgemeiner Sonntagszeitung und Deutschlandfunk Kultur.

## Publikationen
- Tappaja, toivoakseni. Myllylahti, Suomussalmi 2006, ISBN 952-202-039-7.
- Veljeni vartija. Myllylahti, Suomussalmi 2009, ISBN 978-952-202-119-9.
- Parantaja. Helsinki-kirjat, Helsinki 2010, ISBN 978-952-5874-09-9.
  - deutsch als: Der Heiler. Thriller. Übersetzerin Regine Pirschel. List, Berlin 2012, ISBN 978-3-471-35082-9.
- Synkkä niin kuin sydämeni. Like, Helsinki 2013, ISBN 978-952-01-0841-0.
  - deutsch als: Todesschlaf. Thriller. Übersetzerin Anke Michler-Janhunen. List-Taschenbuch, Berlin 2013, ISBN 978-3-548-61229-4.
- Kaivos. Like, Helsinki 2015, ISBN 978-952-01-1246-2.
- Mies joka kuoli. Like, Helsinki 2016, ISBN 978-952-01-1468-8.
  - deutsch als: Die letzten Meter bis zum Friedhof. Roman., Übersetzung Katarina Wagner, Jan Costin Wagner. Rowohlt Hundert Augen, Reinbek bei Hamburg 2018, ISBN 978-3-498-06552-2.
- Palm Beach Finland. Like, Helsinki 2017, ISBN 978-952-01-1641-5
  - deutsch: Palm Beach, Finland, Roman, Übersetzung Katarina Wagner, Jan Costin Wagner. Rowohlt Hundert Augen, Reinbek bei Hamburg 2019, ISBN 978-3-498-06556-0.
- Pikku Siperia Like, Helsinki 2018, ISBN 978-952-01-1809-9
  - deutsch: Klein-Sibirien, Roman, Übersetzung Katarina Wagner, Jan Costin Wagner. Rowohlt Hundert Augen, Hamburg 2020, ISBN 978-3-498-00126-1 (2025 verfilmt).
- Jäniskerroin, Otava 2020, ISBN 978-951-1-35772-8.
  - deutsch: Der Kaninchen-Faktor, Übersetzung Katarina Wagner, Jan Costin Wagner. Rowohlt Hundert Augen, Hamburg 2021, ISBN 978-3-498-00132-2.
- Hirvikaava Otava 2021, ISBN 978-951-1-35773-5.
  - deutsch: Das Elch-Paradoxon, Übersetzung Katarina Wagner, Jan Costin Wagner. Rowohlt Hundert Augen, Hamburg 2022, ISBN 978-3-498-00262-6.
- Majavateoria Otava 2022, ISBN 978-951-1-35774-2.
  - deutsch: Die Biber-Methode, Übersetzung Katarina Wagner, Jan Costin Wagner. Rowohlt Hundert Augen, Hamburg 2023, ISBN 978-3-498-00263-3.